# 幸田浩子
幸田 浩子（こうだ ひろこ、1971年 - ）は、日本のソプラノ歌手。二期会会員。姉はヴァイオリニストの幸田聡子。

## 概説
1971年、大阪府豊中市の生まれ。音楽への理解と造詣の深い両親のもとで育った。
大阪府立豊中高等学校卒業後、一浪後、東京藝術大学声楽科入学。
1997年、東京芸術大学声楽科を首席で卒業。同大学院修了。後にオペラ研修所の第11期を修了する。
文化庁派遣芸術家在外研修員の資格を得てイタリア・ボローニャへ2年間研修留学。2000年にウィーン・フォルクスオーパーと2年間の専属契約を結んだ。
2004年5月、宮本亜門演出のミュージカル、バーンスタイン作『キャンディード』にクネゴンデ役で出演した。
2000年代の前半にドイツのアルテ・ノーヴァから発売されたグスタフ・クーンのいくつかの録音（ロッシーニの『ブルスキーノ氏』やモーツァルトの『レクイエム』、リヒャルト・ワーグナーの『ニーベルングの指環』など）に参加した。
2008年2月、コロムビアミュージックエンタテインメントから初のソロ・アルバム『モーツァルト・アリア集』が発売された。4月には紀尾井ホールでNHK交響楽団の主要メンバーとの共演によるリサイタルを開催、6月には東京二期会による『ナクソス島のアリアドネ』（リヒャルト・シュトラウス）でツェルビネッタ役を演じ好評を博した。こうした活動を評価され、8月に第38回エクソンモービル音楽賞洋楽部門奨励賞を受賞した。
2009年2月には2枚目となるアルバム『カリヨン／幸田浩子〜愛と祈りを歌う』が発売された。タイトル曲の「カリヨン-新しい色の祝祭にて-」は幸田の歌声に感銘を受けたイタリアのポピュラー音楽の作曲家、ベッペ・ドンギアから贈られたものである。同年11月にアルバム『あなたの優しい声が 〜イタリア&フランス・オペラ・アリア集』が、2010年11月に『天使の糧(パン)』が発売された。

## ディスコグラフィ
- モーツァルト・アリア集（2008年2月20日）
- カリヨン／幸田浩子 〜愛と祈りを歌う（2009年2月18日）
- あなたの優しい声が 〜イタリア&フランス・オペラ・アリア集（2009年11月18日）
- 天使の糧(パン)（2010年11月17日）
- ワルツの夢～幸田浩子イン・ウィーン（2012年11月21日）
- ふるさと～日本のうた～（2013年4月17日）
- スマイル －母を想う－（2015年4月22日）
- 幸田浩子 マイ・ベスト・セレクション (2017年5月24日)
- 優歌(ゆうか) 〜そばにいるうた、よりそううた (2017年11月22日)
- ARIA 花から花へ〜オペラ・アリア名曲集 (2018年12月19日)
- このみち 〜日本のうたII〜 (2020年1月22日)
- 花のまち 〜日本のうたIII〜 (2023年9月20日)

## 出演
- NHKニューイヤーオペラコンサート（2004年、2008年、2009年、2010年、2012年、2014年、2015年、2018年、2021年）
- 東急ジルベスターコンサート（2009-2010、2011-2012、2014-2015）
- ブロードキャスター（不定期のゲスト出演）
- NHKラジオ夕刊（2005年1月、3月にゲスト出演）
- 気ままにクラシック（2008年4月より笑福亭笑瓶とともに番組パーソナリティーを務める）[3]
- スタジオパークからこんにちは（2010年1月18日にゲスト出演）
- レシピ・アン（2012年10月より北川辰彦、ジョン・ハオとともに番組パーソナリティーを務める）